# Orthotrichum truncatum
Orthotrichum truncatum är en bladmossart som beskrevs av Jette Lewinsky och Hironori Deguchi 1986 [1987. Orthotrichum truncatum ingår i släktet hättemossor, och familjen Orthotrichaceae. Inga underarter finns listade i Catalogue of Life.